# Cantone di Rochefort-Nord
Il Cantone di Rochefort-Nord era una divisione amministrativa dell'arrondissement di Rochefort.
A seguito della riforma approvata con decreto del 27 febbraio 2014, che ha avuto attuazione dopo le elezioni dipartimentali del 2015, è stato soppresso.

## Composizione
Comprendeva parte della città di Rochefort e i comuni di:
- Breuil-Magné
- Fouras
- Île-d'Aix
- Loire-les-Marais
- Saint-Laurent-de-la-Prée
- Vergeroux
- Yves